# Застава М72
Пушкомитраљез M72 је врста оружја калибра 7,62 mm које производи фабрика Застава Оружје. Представља дериват аутоматске пушке М70 са тешком цеви и двоножним постољем, чиме се обезбеђује већи домет. Идеја развоја пушкомитраљеза унификованог са основним оружјем пешадије, преузета је од породице „калашњиков“. У бившем СССР-у су такође од аутоматске пушке система Калашњикова развили пушкомитраљез са ознаком РПК.
Пушкомитраљез М72Б1 има фиксни дрвени кундак. Варијанта М72АБ1 за наоружавање механизоване пешадије има преклопни метални кундак.
Године 1978, Ирак је добио лиценцу за производњу обе верзије пушкомитраљеза које је производио под називом Ал Кудс.